# Nation maritime
 (février 2023).
Si vous disposez d'ouvrages ou d'articles de référence ou si vous connaissez des sites web de qualité traitant du thème abordé ici, merci de compléter l'article en donnant les références utiles à sa vérifiabilité et en les liant à la section « Notes et références ».
Une nation maritime est une nation possédant des frontières maritimes et les utilisant pour des activités comme le commerce, le transport, la guerre, etc.
Grâce à ses nombreuses possessions d'outre-mer, la France possède aujourd'hui la deuxième superficie marine mondiale (11 millions de km²).